# Iriao
Iriao (груз. ირიაო) — грузинський джазовий та етно-народний музичний гурт. Представник Грузії на Євробаченні 2018 в Лісабоні у Португалії.

## Історія
Гурт із семи співаків-музикантів була заснована у 2013 році Давидом Мелазонією. Вважається першим пісенним гуртом, який об'єднав джаз з грузинськими етнічними мелодіями.
Керівник гурту Мелазонія проживає у Німеччині, де пише музику для телебачення, театру та інших творчих проєктів..
На міжнародному рівні вперше виступив на фестивалі джазу в Борнео у Малайзії у 2014 році.
Вони представляли Грузію на Євробаченні 2018 у Лісабоні, у другому півфіналі 10 травня, де посіли 18-те (останнє) місце у півфіналі та не пройшли у фінал. Досягнення є другим найгіршим результатом країни на конкурсі.

## Склад групи
- Давид Малазонія — композитор, аранжувальник.
- Давид Кавтарадзе — народні інструменти.
- Бирдзина Мургулія — вокал.
- Леван Абшилава — ударні
- Шалва Гелехва — бас-гітара.
- Георгій Абашидзе — вокал.
- Михаїл Джавахишвили — вокал.